# Evelyn Stevens
Evelyn Stevens (Claremont, Califòrnia, 9 de maig de 1983) és una ciclista estatunidenca ja retirada especialista en les proves contrarellotge.
El 27 de febrer de 2016 va batre el rècord de l'hora amb una distància de 47,980 km.

## Palmarès
- 2009
  - 1a a la Fitchburg Longsjo Classic
  - 1a a la Cascade Cycling Classic i vencedora de 3 etapes
  - Vencedora d'una etapa a la Ruta de França
- 2010
  -  Campiona dels Estats Units en contrarellotge
  - 1a a la Chrono Gatineau
  - Vencedora d'una etapa al Giro d'Itàlia
  - Vencedora d'una etapa al Redlands Bicycle Classic
  - Vencedora d'una etapa al Nature Valley Grand Prix
- 2011
  -  Campiona dels Estats Units en contrarellotge
  - Vencedora d'una etapa al Tour de l'Ardecha
- 2012
  -  Campiona del Món en contrarellotge per equips
  - 1a a la Ruta de França i vencedora de 2 etapes
  - 1a a la Fletxa Valona
  - 1a a la Volta a Nova Zelanda
  - 1a a la Gracia Orlová i vencedora d'una etapa
  - 1a a l'Open de Suède Vårgårda TTT
  - Vencedora d'una etapa al Giro d'Itàlia
- 2013
  -  Campiona del Món en contrarellotge per equips
  - 1a a l'Open de Suède Vårgårda TTT
  - 1a a la Philadelphia Cycling Classic
  - 1a al Giro del Trentino i vencedora d'una etapa
  - Vencedora d'una etapa a la Gracia Orlová
- 2014
  -  Campiona del Món en contrarellotge per equips
  - Medalla d'or als Campionats Panamericans en contrarellotge
  - 1a a la Volta a Turíngia i vencedora d'una etapa
  - 1a a la Philadelphia Cycling Classic
  - 1a al Boels Ladies Tour
  - 1a a l'Open de Suède Vårgårda TTT
- 2015
  - 1a a la prova en contrarellotge a la Volta a Califòrnia
- 2016
  -  Campiona del món en contrarellotge per equips
  - 1a a l'Open de Suède Vårgårda TTT
  - Vencedora de 3 etapes al Giro d'Itàlia